# S12 AL 1301 à 1308
Les Pacific série S 12 numéros 1301 à 1308 furent des locomotives à vapeur construites par l'EMBG à Graffenstaden à la suite d'une commande de 1907 des chemins de fer impériaux d'Alsace-Lorraine (EL) et livrées en 1909.

## Description
Ces locomotives de type Pacific disposaient d'un moteur à quatre cylindres compound décroisés avec les deux cylindres HP (haute pression) extérieurs et les deux cylindres BP (basse pression) intérieurs. La distribution était du type « Walschaert ». Le foyer était un foyer « Belpaire » à grille étroite. L'échappement était variable à trèfle. Le surchauffeur était de type « Schmidt », le régulateur était à soupapes. Les tiroirs HP étaient de type cylindrique et par contre les tiroirs BP étaient de type plan. Le bogie du type « Alsacien » à longerons internes était non freiné. L'essieu arrière n'était pas conçu comme un bissel. Elles furent toutes munies d'écrans pare-fumées.
En définitive ces Pacific n'en étaient pas vraiment. En effet elles furent le résultat de la volonté de l'EL de disposer d'une série de machines analogues aux Ten-Wheels de la série S9 AL 901 à 980 mais avec une puissance accrue.
De ce fait et devant l'augmentation du poids il fut décidé de rajouter un essieu pour autoriser les nouvelles venues sur les lignes faiblement armées, mais sans modifications profondes des machines originelles. Ainsi s'explique la conception de l'essieu arrière différent d'un bissel et aussi la distance très courte entre celui-ci et le dernier essieu accouplé.

## Utilisation et service
Dès leur sortie d'usine elles furent affectées au dépôt de Strasbourg et de Mulhouse-Île-Napoléon en étant affectées aux rapides et express lourds puis moyens devant l'accroissement du poids des trains en circulation. Cette même cause et l'arrivée de machines plus puissantes provoqua leur affectation au dépôt de Thionville en 1925 puis au dépôt de Luxembourg en 1929.
La SNCF, en 1938, ne récupéra que 7 machines sur les 8 construites car la 1305 fut perdue en Allemagne en 1918. Elles furent immatriculées 1-231 A 301 à 308. Au sortir de la Seconde Guerre mondiale il ne restait au dépôt de Luxembourg que les 1-231 A 303, 306 et 307. Ces machines furent prises en location par les CFL en 1946 sous les n° 3711 à 3713. Elles y furent radiées en novembre 1949 pour la première et respectivement en août et décembre 1950 pour les deux autres.
Les 1-231 A 302, 304 et 308 étaient aussi prévues pour être affectées aux CFL mais les deux premières locomotives furent retrouvées en RDA où elles furent remises en état. L'ex 1-231 A 304 fut ainsi la dernière machine ayant circulé car étant radiée en mai 1953. Quant à la 1-231 A 308 elle se retrouva en Pologne où elle fut radiée dès mai 1946.
La dernière unité, à savoir la 1-231 A 301 fut également retrouvée en Pologne après avoir été classifiée en situation inconnue et également radiée en mai 1946.
Ces machines étaient relativement peu puissantes.

## Tenders
Les tenders qui leur furent accouplés ont toujours été les mêmes : il s'agissait des tenders inspirés de ceux des 221 Est 2601 et 2602 (futures : 1-221 A 601 et 602, cousines des Atlantic de la Compagnie des chemins de fer du Nord) à bogies contenant 21 m3 d'eau et 6 t de charbon immatriculés 1301 à 1308 puis 1-21 A 301 à 308.

## Autres caractéristiques
- Surface de grille : 3,22 m2
- Surface de chauffe : 200,21 m2
- Surface de surchauffe : 38,50 m2
- Diamètre et course des cylindres HP : 380 × 660 mm,
- Diamètre et course des cylindres BP : 600 × 660 mm
- Poids du tender en ordre de marche : 48,6 t
- Longueur totale : 21,2 m